# Battle Fantasy
Battle Fantasy est un jeu vidéo mélangeant les genres de jeu shoot 'em up, rôle et combat sorti en 1994 sur Mega-CD. Le jeu a été développé et édité par Micronet co., Ltd..
Le jeu a été renommé Revengers of Vengeance aux États-Unis.